# Marianne Mikko

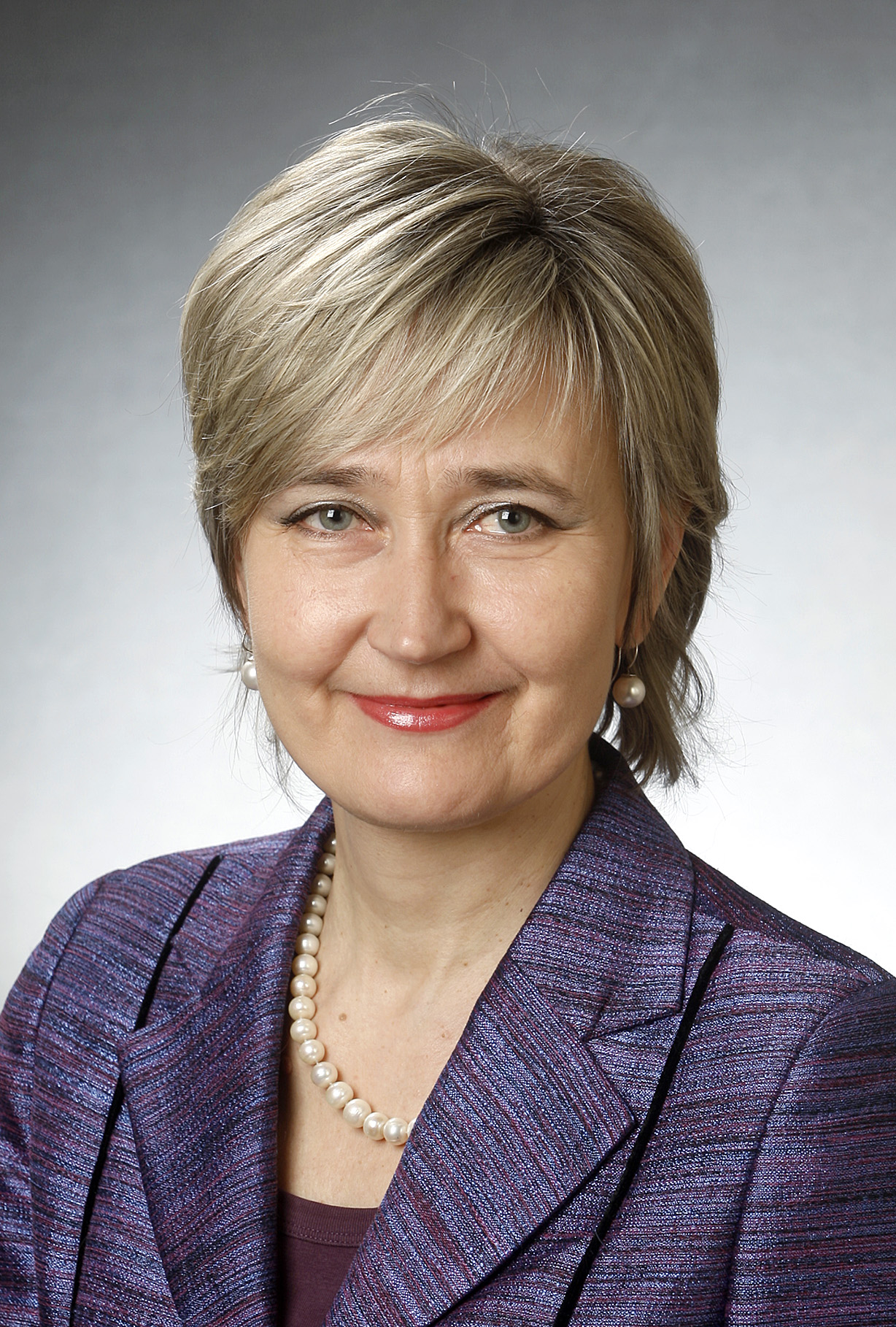
Marianne Mikko (2011)

Marianne Mikko (Võru, 26 de septiembre de 1961) es una política estonia miembro del Parlamento Europeo por el Partido Social Demócrata, que forma parte del Partido Socialista Europeo.
Mikko es la líder de la comisión del Parlamento Europeo encargada de la Cooperación con la República de Moldavia.